# Križ vinove loze
Križ vinove loze ili Križ svete Nino važan je simbol Gruzijske pravoslavne Crkve. Datira iz 4. stoljeća, kada je kršćanstvo postala službena religija Iberije. 
Križ vinove loze prepoznaje se po laganom obješenju vodoravnih krakova. Prema legendi, Djevica Marija poslala je Kapadokijku Nino kao apostola u Iberiju i predala joj križ od vinove loze, koji je trebao zaštiti Nino od iskušenja u svetoj misiji u stranoj zemlji. Druga legenda kaže da ga je Nino sama napravila na putu do Mchete i osigurala ga preplitanjem vlastite kose. Nino je s ovim križem došla na svoju misiju u Gruziju. Međutim, poznati prikaz križa, sa svojim neobičnim obješenim rukama, pojavio se tek u ranoj modernoj eri.
Prema tradicionalnim izvještajima, križ svete Nino čuvao se u katedrali Svetichoveli u Mcheti do 541. godine. Tijekom perzijskih invazija odnesen je u Armeniju i tamo je ostao sve dok David IV. Gruzijski 1124. godine nije vratio armenski grad Ani od muslimana, i donio križ u Mchetu. Gruzijski kralj Vahtang III. (1303. – 1307.) ugradio je križ u poseban okvir, ukrašen scenama iz života svete Nino. Tijekom 1720-ih, kada je Gruzija bila izložena perzijskim i osmanlijskim invazijama, križ je odnesen u sigurnija područja, u Ananuri u gorskoj Gruziji. Odatle je gruzijski biskup Timotej donio križ emigrantskom gruzijskom princu Bakaru, nastanjenom u Moskvi, a zatim u Lyskovu. Gruzijski kralj Heraklo II. pokušao je od Bakarove obitelji povratiti relikviju u Gruziju, ali bezuspješno. Godine 1801., Bakarov unuk Georgij Gruzinski poklonio je križ ruskom caru Aleksandru I., koji ga je vratio u Gruziju 1802. godine povodom inkorporacije Gruzije u sastav Ruskog Carstva. Od tada se križ čuva u katedrali Sioni u Tbilisiju u Gruziji.

## Gallery
- Križ vinove loze u katedrali Sioni u Tbilisiju.
- Umetak križa vinove loze na vratima u samostanu u špilji Vardzia, Gruzija.